# Fairborn
Fairborn is een plaats (city) in de Amerikaanse staat Ohio, en valt bestuurlijk gezien onder Greene County.

## Demografie
Bij de volkstelling in 2000 werd het aantal inwoners vastgesteld op 32.052.
In 2006 is het aantal inwoners door het United States Census Bureau geschat op 31.696, een daling van 356 (-1,1%).

## Geografie
Volgens het United States Census Bureau beslaat de plaats een oppervlakte van
33,8 km², geheel bestaande uit land. Fairborn ligt op ongeveer 246 m boven zeeniveau.

## Plaatsen in de nabije omgeving
De onderstaande figuur toont nabijgelegen plaatsen in een straal van 12 km rond Fairborn.